# 낙-아아포이 나 담다민
《낙-아아포이 나 담다민》(타갈로그어: Nag-aapoy na Damdamin)는 2023년 방영된 필리핀의 텔레비전 드라마이다.